# Malhada Sorda
Malhada Sorda és una freguesia portuguesa del municipi d'Almeida, amb 45,77 km² d'àrea i 334 habitants (2011). La densitat de població n'és de 7,3 hab/km².

## Topònim
Malhada significa 'cleda, corral, lloc per recollir el ramat'. Sorda, 'cabana'. Aquest vocable existeix en castellà, testimoniant la transhumància i el pas de ramat, és a prop de Porto de Ovelha.

## Població
| Població de la freguesia de Malhada Sorda | Població de la freguesia de Malhada Sorda | Població de la freguesia de Malhada Sorda | Població de la freguesia de Malhada Sorda | Població de la freguesia de Malhada Sorda | Població de la freguesia de Malhada Sorda | Població de la freguesia de Malhada Sorda | Població de la freguesia de Malhada Sorda | Població de la freguesia de Malhada Sorda | Població de la freguesia de Malhada Sorda | Població de la freguesia de Malhada Sorda | Població de la freguesia de Malhada Sorda | Població de la freguesia de Malhada Sorda | Població de la freguesia de Malhada Sorda | Població de la freguesia de Malhada Sorda |
| ----------------------------------------- | ----------------------------------------- | ----------------------------------------- | ----------------------------------------- | ----------------------------------------- | ----------------------------------------- | ----------------------------------------- | ----------------------------------------- | ----------------------------------------- | ----------------------------------------- | ----------------------------------------- | ----------------------------------------- | ----------------------------------------- | ----------------------------------------- | ----------------------------------------- |
| 1864                                      | 1878                                      | 1890                                      | 1900                                      | 1911                                      | 1920                                      | 1930                                      | 1940                                      | 1950                                      | 1960                                      | 1970                                      | 1981                                      | 1991                                      | 2001                                      | 2011                                      |
| 1 170                                     | 1 167                                     | 1 249                                     | 1 255                                     | 1 317                                     | 1 268                                     | 1 114                                     | 1 315                                     | 1 336                                     | 1 289                                     | 696                                       | 498                                       | 446                                       | 364                                       | 334                                       |

## Patrimoni arquitectònic

### Patrimoni classificat

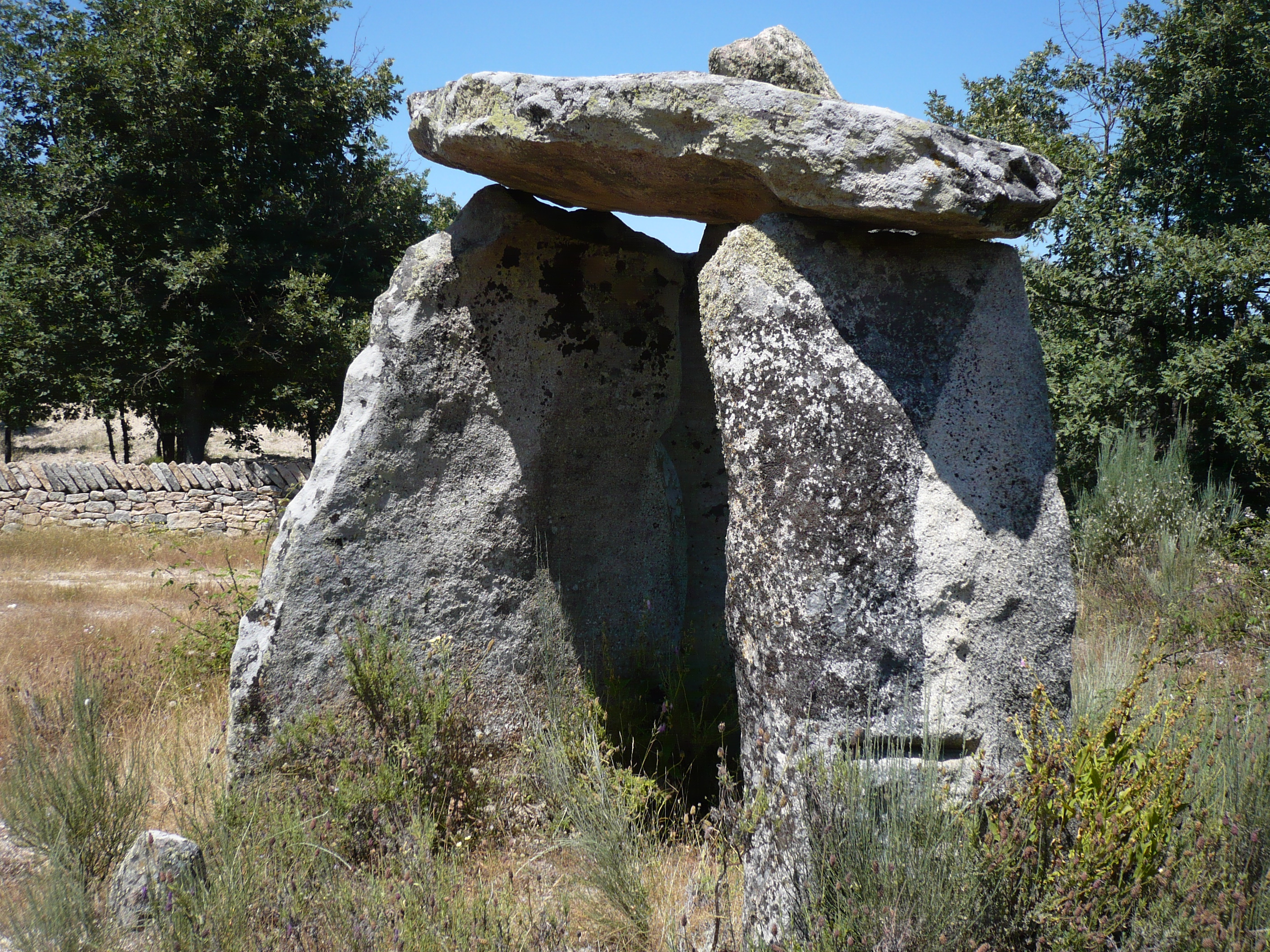
Dolmen da Pedra de Anta

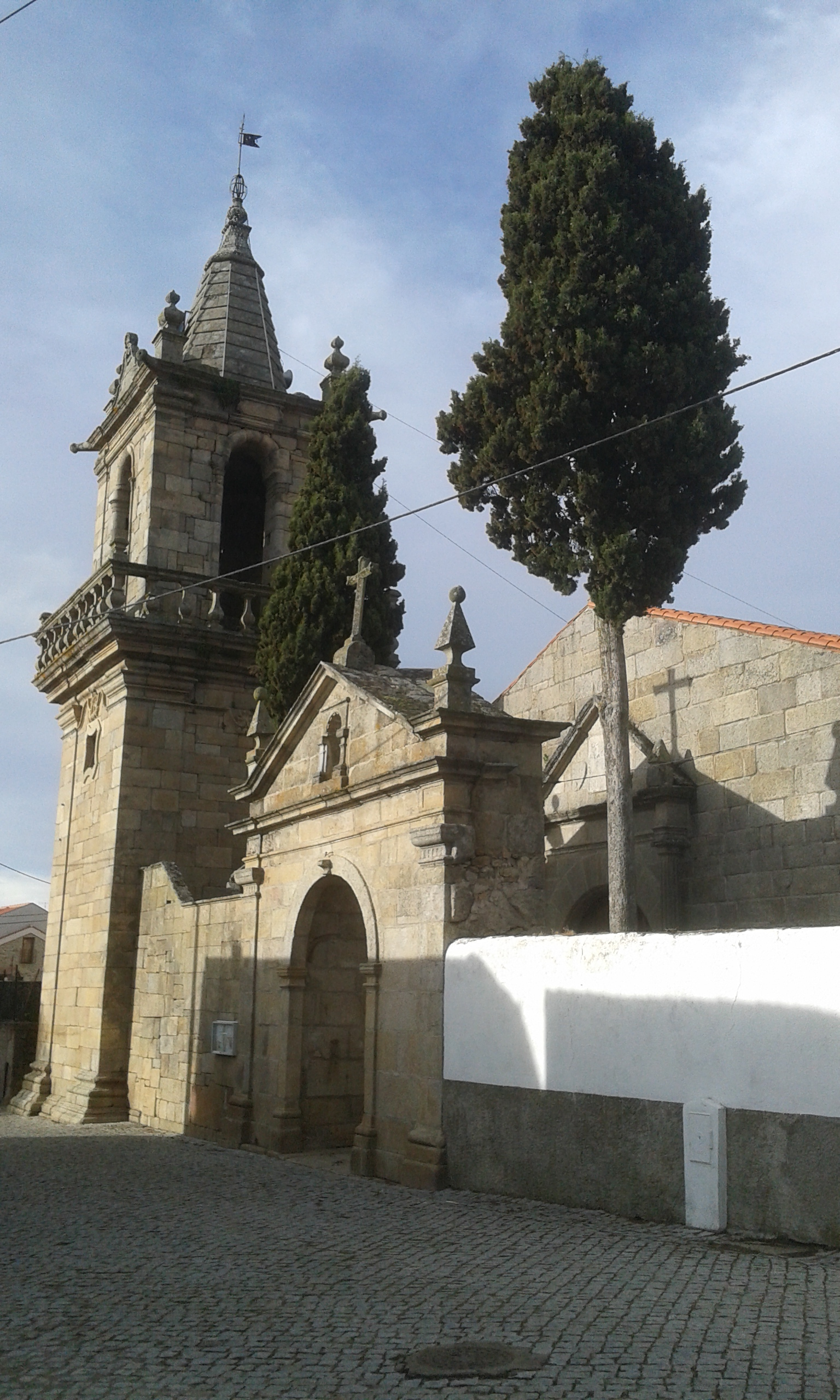
Església parroquial de Sâo Miguel de Malhada Sorda

- Església parroquial de Sâo Miguel de Malhada Sorda i campanar (Immoble d'Interés Públic des del 31 de desembre de 1997)
- Dolmen da Pedra de Anta (Immoble d'Interés Públic des del 8 d'octubre de 2015)

### Patrimoni edificat
- Casa cinccentista del Carrer del Rellotge, amb rellotge de sol
- Casa pairal del Carrer da Travessa, arquitectura urbana del segle XVIII
- Cases de balcó amb porxo, arquitectura popular dels segles XVIII i XIX

### Patrimoni arquitectònic religiós
- Santuari de Nossa Senhora da Ajuda i Convent de Frares Descalços de Santo Agostinho
- Capelles de Sâo Sebastião, Santo António i Santo Crist
- Jueria i sinagoga de Malhada Sorda
- Museu Padre José Pinto
- Alminhas de Malhada Sorda

### Patrimoni arqueològic i etnogràfic
- Sepultures excavades en la roca a Verdugal, Moradios i Quadros
- Forn de ceràmica tradicional
- Murs de maçoneria
- Molí de l'assut del riu Côa, arquitectura rural dels s. XIX i XX
- Poblat de Malhada Balssa, del període protohistòric i romà
- Poblat dels Verdugal i Moradios, dels períodes protohistòric, romà i medieval

### Patrimoni natural
- Lloc classificat de Malcata
- Biotip de roure negre a la zona de Carril
- Assut i Parc de lleure del riu Côa

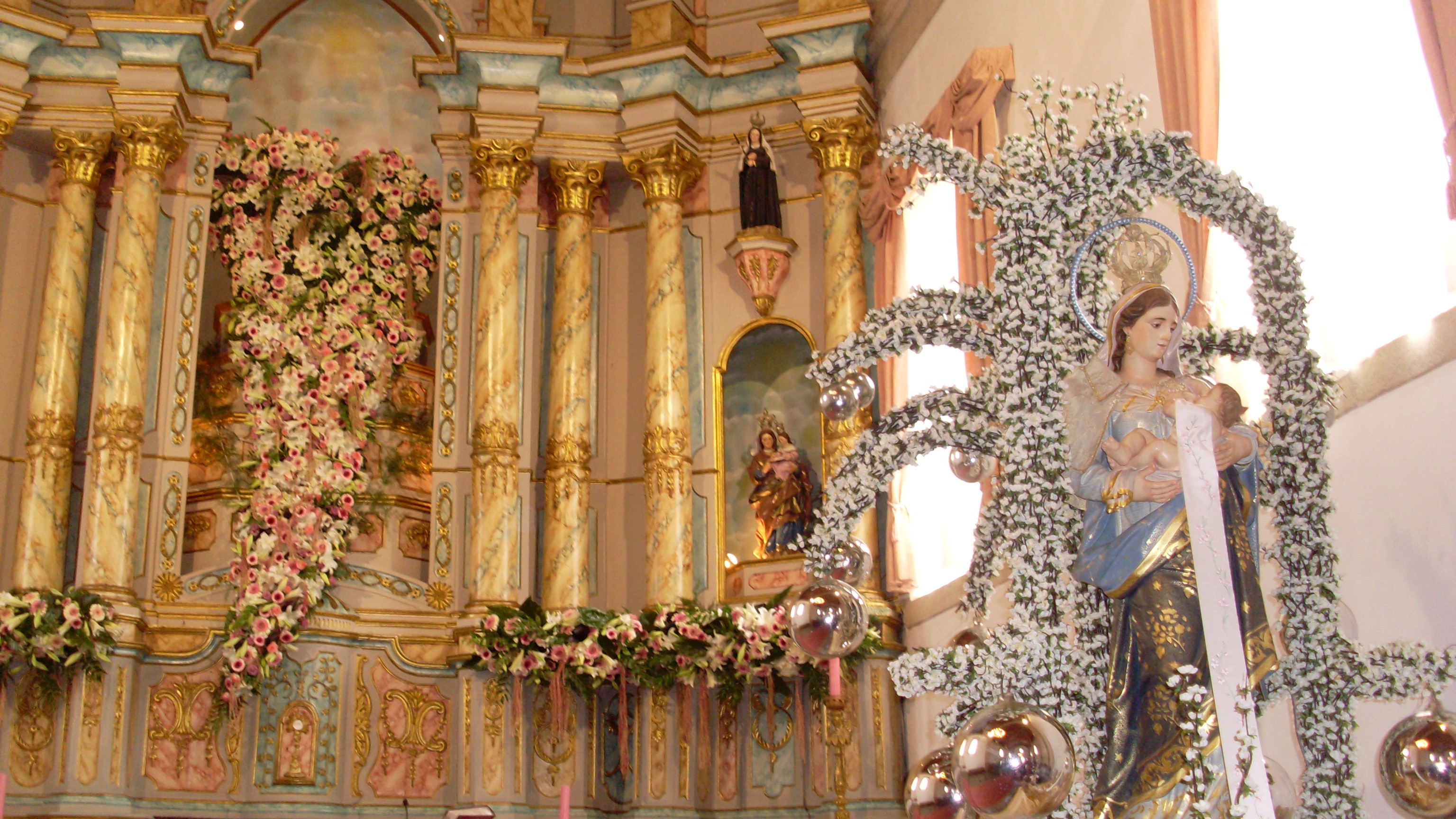
Altar de Nossa Senhora da Ajuda

- Paisatge natural a Carril
- Zones altes del riu Côa